# Natuurlijke historie

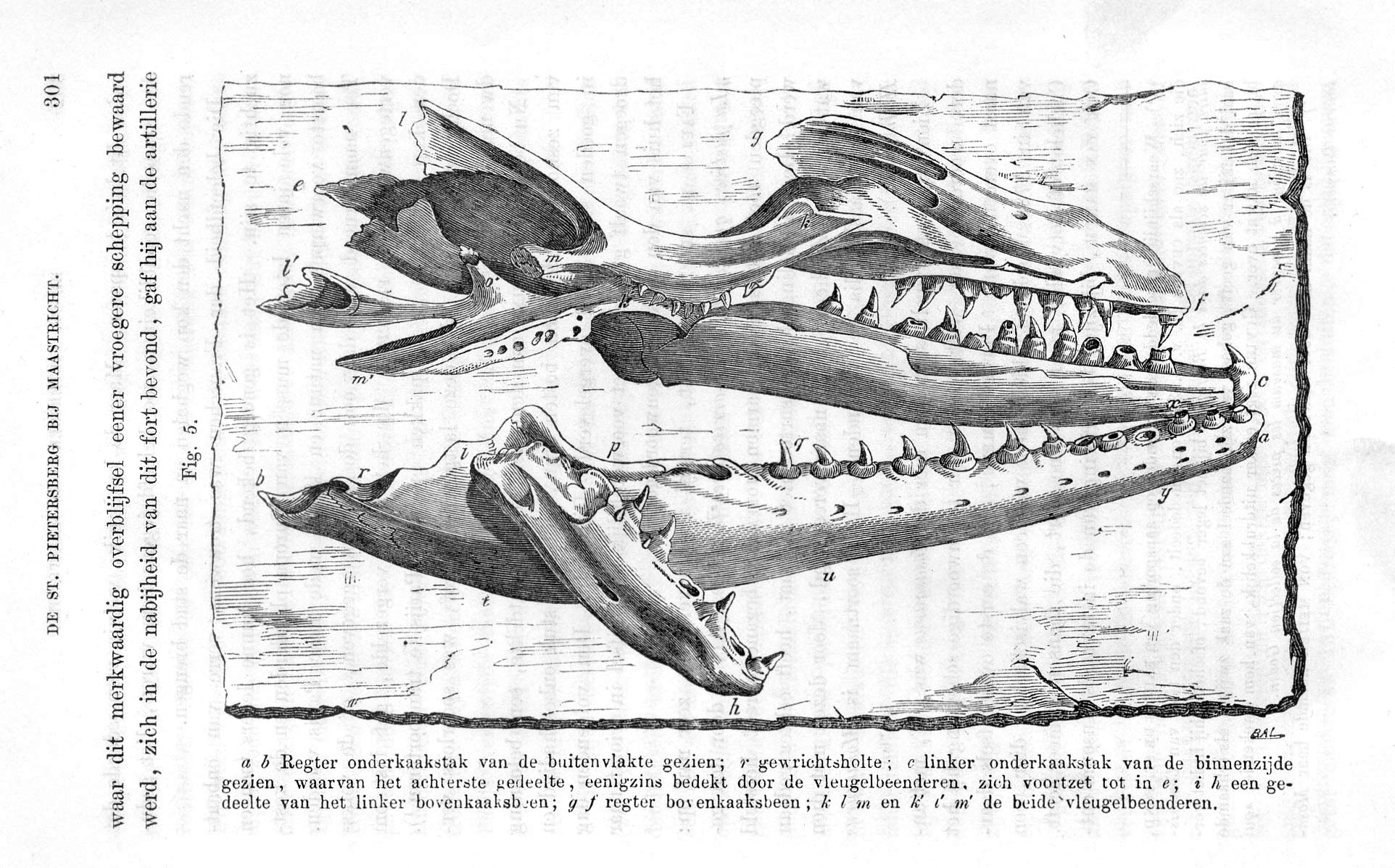
Tekening van fossiele kaken van een Mosasaurus (Mosasaurus Hoffman) door Pieter Harting (Album der natuur, 1866)

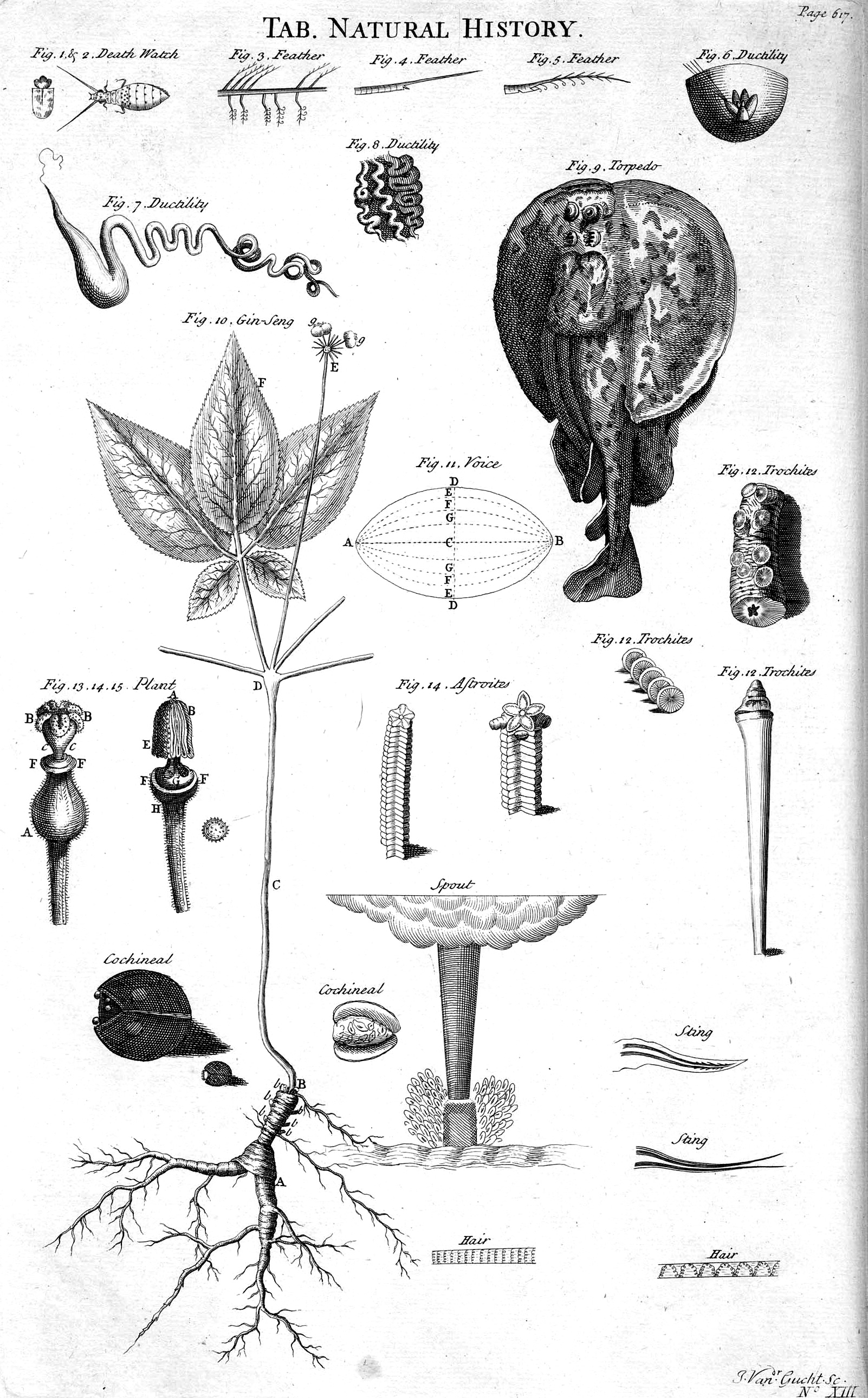
Plaat uit Ephraim Chambers’ Cyclopaedia (1728)

Natuurlijke historie is een wat verouderde term voor wat tegenwoordig uitgesplitst wordt in een groot aantal natuurwetenschappen. Hierbij staat het onderzoek naar de levende natuur (biologie, waaronder zoölogie en botanie) centraal, soms samen met onderzoek naar de levenloze en dode natuur (aardwetenschappen, waaronder mineralogie, meteorologie, geologie en paleontologie). 
De term natuurlijke historie is afkomstig uit de tijd dat de natuurwetenschappen nog niet gespecialiseerd waren en dezelfde onderzoeker zich met uiteenlopende disciplines kon bezighouden. Vaak is het moeilijk deze personen een specifieke specialisatie toe te kennen. Een geleerde kon in de 17e en 18e eeuw bijvoorbeeld zowel vulkanoloog als ornitholoog zijn. De 17e- en 18e-eeuwse onderzoekers van de natuurlijke historie worden natuuronderzoekers of natuurvorsers genoemd.
Natuurlijke historie ("natte his") was de naam van het schoolvak dat in 1968 biologie ging heten. Soms werd aan natuurlijke historie een veel ruimere definitie gegeven, waarbij ook scheikunde, natuurkunde, sterrenkunde en zelfs archeologie hiertoe behoren. Het bijbehorende bijvoeglijk naamwoord is natuurhistorisch.

## Geschiedenis
De wortels van natuurlijke historie gaan terug tot Aristoteles en andere antieke filosofen die de natuur en natuurverschijnselen op een rationele manier probeerden te verklaren. Van de oude Grieken tot de tijd van Carl Linnaeus (1707-1778) en andere 18e-eeuwse natuurvorsers werden de verschillende takken van natuurlijke historie als één geheel gezien, verbonden door de scala naturæ (ladder van de natuur). Deze scala naturæ verbond en ordende mineralen, planten, dieren, mensen en bovennatuurlijke wezens volgens een lineaire schaal van steeds grotere perfectie. In het middeleeuwse Europa veranderde aan deze gedachte niet veel, het wereldbeeld van Aristoteles werd in de christelijke filosofie ingepast door filosofen als Thomas van Aquino, wat de basis vormde voor de natuurlijke theologie.
In de Renaissance keerden geleerden terug naar het direct waarnemen van de natuur, en velen legden collecties van mineralen, planten of fossielen aan. Geliefd in zulke collecties waren exotische objecten of monsters (misvormde dieren of planten). Het aantal bekende soorten steeg snel en dit leidde tot behoefte aan een classificatie. Hieruit ontstond door werk van onder andere Linnaeus de moderne taxonomie.
In de 18e en 19e eeuw werd met natuurlijke historie alle beschrijvende studie van de natuur bedoeld, ter onderscheid van politieke of religieuze historie (geschiedenis). Natuurlijke historie ging hand in hand met natuurfilosofie, de analytische studie van de natuur. Het besloeg uiteenlopende aspecten van de natuur, van sterrenkunde tot biologie, van natuurkunde tot archeologie.
Naarmate meer theorieën en ontdekkingen gedaan werden, begon het onderzoek zich echter te specialiseren. Scheikunde, sterrenkunde en natuurkunde konden in de 18e eeuw al als aparte vakgebieden worden beschouwd. Later ontstonden onderzoeksrichtingen als fysiologie, botanie, zoölogie, geologie, kristallografie, cytologie en embryologie. Natuurlijke historie, voordien nog het hoofdonderwerp dat in colleges aan universiteiten werd gedoceerd, werd door de onderzoekers van de gespecialiseerde richtingen steeds meer gezien als een soort hobbyisme, geen echte wetenschap. Deze minachting onder de professionele onderzoekers leidde onder verzamelaars ook tot een grotere specialisatie. Vooral in het Groot-Brittannië van de Victoriaanse tijd was het onder de elite een populaire hobby specialistische verzamelingen aan te leggen, zoals van opgezette vogels, vlinders of bloemen. Deze mode van het aanleggen van wetenschappelijke verzamelingen namen de Britten over van de Nederlandse verzamelwoede al in de zeventiende en achttiende eeuw. Veel van deze verzamelingen zijn de basis geweest van collecties van moderne natuurhistorische musea.
Door de opkomst van de evolutietheorie aan het einde van de 19e eeuw en de moderne synthese en ecologie in de 20e eeuw kregen de specialisatierichtingen binnen de biologie weer een gezamenlijke achtergrond. Tegelijkertijd gaat de specialisatie, net als in alle wetenschappen, steeds verder. Maar tot de voorgangers van het in Leiden gevestigde Naturalis hoort het Rijksmuseum van Natuurlijke Historie (1820); Naturalis is wel gewijd aan biologie, maar heeft nog steeds een collectie meteorieten en mineralen: overgebleven aspecten van de bredere natuurlijke historie.

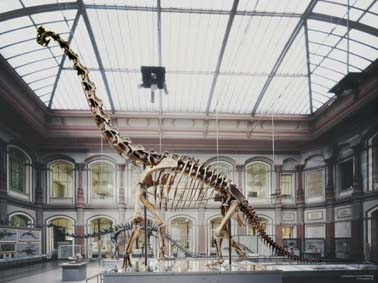
Skelet van een Brachiosaurus in het Museum für Naturkunde in Berlijn

## Natuurhistorische musea
Er zijn musea die zich hebben gespecialiseerd in de natuurlijke historie. Deze natuurhistorische musea hebben collecties dieren, planten, mineralen en fossielen. Behalve deze aan het publiek te tonen proberen ze meestal ook aan de hand van hun collecties voorlichting over de werking van de natuur te geven. Natuurhistorische musea verrichten ook vaak onderzoek, waarover in wetenschappelijke tijdschriften wordt gepubliceerd.
Natuurhistorische musea ontstonden vaak uit privécollecties of naturaliënkabinetten. Ze speelden en spelen een belangrijke rol bij biologisch, paleontologisch en mineralogisch onderzoek en onderwijs. Vanaf de 19e eeuw begonnen onderzoekers de collecties van de musea te gebruiken als studiemateriaal voor gevorderde studenten en als basis voor onderzoek.

### In Nederland en België
Natuurhistorische musea in Nederland zijn: het Zoölogisch Museum Amsterdam, het Natuurhistorisch Museum Rotterdam, Naturalis in Leiden dat voortkwam uit het Rijksmuseum van Natuurlijke Historie in Leiden (1820), het Natuurhistorisch Museum Maastricht en het Natuurhistorisch en Volkenkundig Museum in Oudenbosch.
In België is aan het Koninklijk Belgisch Instituut voor Natuurwetenschappen in Brussel het Museum voor Natuurwetenschappen verbonden. Deze instelling herbergt één van de grootste en voornaamste collecties van Europa.  Noemenswaardig is ook het museum voor natuurgeschiedenis in Doornik, opgericht in 1829 en het oudste museum van het land.

### Elders in de wereld
Een aantal bekende natuurhistorische musea zijn het Natural History Museum in Londen, het Naturhistoriska riksmuseet in Stockholm, het Museum für Naturkunde in Berlijn, het Naturhistorisches Museum Wien, de California Academy of Sciences in San Francisco, het Field Museum of Natural History in Chicago, het Harvard Museum of Natural History in Cambridge (Massachusetts), het Smithsonian National Museum of Natural History in Washington D.C., het Musée national d'histoire naturelle in Luxemburg, het Muséum national d'histoire naturelle in Parijs, het Royal Ontario Museum in Toronto, het Canadian Museum of Nature in Ottawa, het Arizona-Sonora Desert Museum in Pima County (Arizona) en het American Museum of Natural History in New York.

## Publicaties

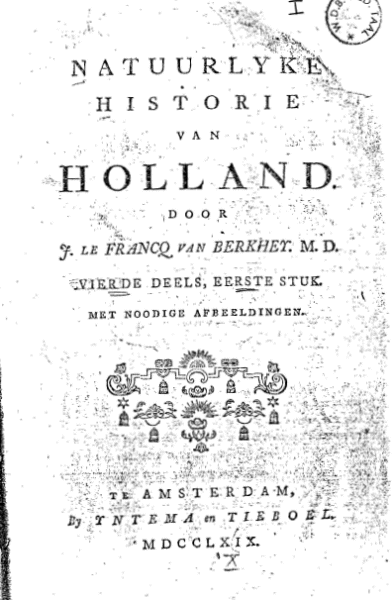
Johannes le Francq van Berkhey: Natuurlyke historie van Holland, Amsterdam 1769

Als voorbeeld van de ontwikkeling van de 'natuurlijke historie' in de loop der eeuwen kunnen boeken met deze woorden in de titel dienen, zoals:
- 77: Plinius de Oudere: Naturalis historia
- Le Francq van Berkhey, Johannes: 
  - 1769-1805: Natuurlijke historie van Holland, 1769-1805 vele delen, zoals Deel 4, eerste stuk Het paard, Deel 9: Het rundvee, herdruk Ploegsma 1975
  - 1779-1811: Natuurlyke historie van Holland, Deel 1-9
- 1793-1796/1793-1800: Pasteur, Jan David: Beknopte natuurlijke historie der zoogende dieren, deel 1, 2 en 3, Leyden, Honkoop en Du Mortier
- 1802: Blumenbach, J. F., J. A. Bennet, G. van Olivier; Leendert, Herdingh: Hand-boek der natuurlijke historie, of Natuur-geschiedenis, Leyden: L. Herdingh
- 1825: Sommer, Johann Gottfried: Merkwaardige bijzonderheden inhoudende de nieuwste ontdekkingen in de natuurkunde, natuurlijke historie, land-en volkenkunde op alle gedeelten van den aardbol, Ten Brink & De Fries
- 18??: De Schoolmeester (Gerrit van de Linde Jansz.): Natuurlijke historie voor de jeugd, Amsterdam : Van Holkema & Warendorf, herdruk 1941. Humoristische gedichten.
- 1848: Maatschappij tot Nut van ’t Algemeen: Korte natuurlijke historie, in leeslesjes voor de jeugd : een schoolboek, Leyden: D. du Mortier en zoon ; Deventer: J.H. de Lange
- 1862: Schlegel, Hermann: Natuurlijke historie van Nederland. ... De dieren van Nederland 1 Visschen, Haarlem Kruseman
- 1870: Snellen van Vollenhoven, S. C.: Natuurlijke historie van Nederland. De gelede dieren, Amsterdam: G.L. Funke
- 1898: J Jaspers, J. Jr.: Natuurlijke historie : geïllustreerd lees- en studieboek. II Plantkunde, Algemeene onderwerpen, Amsterdam : W. Versluys
- 1900: Wagner en D. Horn: De natuurlijke historie, Zutphen, Schillemans & van Belkum [1900?]
- 1903: Anthonie Cornelis Oudemans, Jzn: Leerboek der natuurlijke historie : leerboek voor a.s. onderwijzers : handleiding bij het onderwijs aan middelbare scholen en gymnasia in Nederland en zijne koloniën / III, Delfstof- en aardkunde, Zutphen : W.J. Thieme & cie
- 1910: Hardenberg, Willem en J. W. Boerman: Natuurlijke historie. Illustratief teekenen op het zwarte bord, Groningen: Wolters
- 1930: Reinders, E.: Hoofdlijnen der natuurlijke historie voor gymnasia, H.B.S. met vijfjarigen cursus en lycea, Groningen [etc.] : Wolters
- De Gaaij Fortman, J.P. en Heidinga, Hendrik: 
  - 1933: Leerboek der Natuurlijke Historie voor Gymnasia, Hoogere Burgerscholen, Lycea en Kweekscholen: 3e Deel, Groningen [etc.]: Wolters
  - ~1940-1946: Beknopt leerboek er natuurlijke historie, J.B.Wolters Groningen, Batavia. Deel 1: De Mens 1946 9e druk, Deel 2: Gewervelden, Deel 3: Dierkunde ongewervelde dieren 1940 4e druk
- 1961: Dijkstra, D.: Het onderwijs in de natuurlijke historie op de lagere school, Groningen : Wolters, 1961.
- 1976: 't Hart, Maarten, Midas Dekkers en anderen: Natuurlijke historie, Amsterdam: Erven Thomas Rap